# مرد هزارچهره
مرد هزارچهره نام مجموعه‌ای کمدی است که هر شب از شبکه سه سیمای ایران در ایام نوروز ۱۳۸۷ در ساعت ۲۱ پخش شد، «مرد هزار چهره» عنوانی است که در این داستان به مسعود شصت‌چی نقش اول فیلم به بازیگری مهران مدیری گفته می‌شود. کارگردان این سریال مهران مدیری است و پیمان قاسم‌خانی سرپرست گروه نویسندگان. مجید و حمید آقاگلیان تهیه‌کنندهٔ سریال «مرد هزار چهره» هستند. این سریال تلویزیونی که قرار بود در ۱۵ قسمت ۴۵ دقیقه‌ای در ایام نوروز پخش شود، طی ۱۳ قسمت در ۱۳ نوروز خاتمه یافت. این مجموعه روایتگر داستانی اجتماعی است و موقعیت‌های مختلفی را به تصویر می‌کشد که ممکن است برای هر شخصی اتفاق بیفتد تا به جای دیگری اشتباه گرفته شود. بازپخش این مجموعه مجدداً از فروردین ۹۱ از شبکه سه سیما پخش شد و در زمستان ۹۸ هم مجدداً از همان شبکه بازپخش شد، همچنین این مجموعه بارها از شبکه آی‌فیلم بازپخش شده‌است. نکتهٔ مهم سریال تفاوت‌های فراوان کار با آثار قبلی مهران مدیری است.
ادامه این سریال با نام مرد دوهزارچهره در نوروز ۱۳۸۸ پخش شد که در آن هم شخصیت اصلی مسعود شصتچی بود.

## بازیگران و شخصیت‌ها
| نام بازیگر          | نقش                   |
| ------------------- | --------------------- |
| مهران مدیری         | مسعود شصت‌چی           |
| غلامرضا نیکخواه     | فریدون شصت‌چی          |
| پروین قائم‌مقامی     |                       |
| فلامک جنیدی         | سحر جندقی             |
| رضا فیض نوروزی      | آقای جندقی            |
| پرویز فلاحی‌پور      | دکتر طبیبیان بزرگ     |
| سیامک انصاری        | سهیل طبیبیان          |
| اکرم محمدی          | همسر دوم طبیبیان بزرگ |
| پرستو گلستانی       | سهیلا طبیبیان         |
| شهین تسلیمی         | کتایون طبیبیان        |
| امیرحسین رستمی      | شروین مظاهری          |
| جواد عزتی           | پدربزرگ               |
| اسماعیل سلطانیان    | سرگرد ریاحی           |
| نصرالله رادش        | سرباز مردانی          |
| پژمان بازغی         | سروان شاهین اعتمادی   |
| شقایق دهقان         | مرجان ریاحی           |
| ساقی زینتی          |                       |
| مختار سائقی         | استوار کریمی          |
| حمید کاشانی         |                       |
| رسول نجفیان         | شاعر                  |
| سروش صحت            | شاعر                  |
| نادر سلیمانی        | شاعر                  |
| سعید پیردوست        | استاد عزلت            |
| الیکا عبدالرزاقی    | نیکی خانم             |
| علی لک‌پوریان        | استاد طوفان           |
| شادی احدی‌فر         |                       |
| علیرضا خمسه         | قزاقه مندیان          |
| بهاره رهنما         | آذر ماه               |
| رامین پورایمان      | تفقد                  |
| شایان احدی‌فر        | گرگین خان             |
| روشنک عجمیان        |                       |
| ساعد هدایتی         | قاضی پرونده           |
| غلام‌حسین تسعیری     |                       |
| محمود شهریاری       | خودش                  |
| رضا رشیدپور         | خودش                  |
| سید محمدرضا حسینیان |                       |

## تولید
- درحالی‌که گفته‌می‌شد نام این مجموعه به «اگه جای من بودین» تغییر کرده، مجموعه از روز اول فروردین با همان نام اولیهٔ مرد هزارچهره ساعت ۲۳ روی آنتن شبکهٔ سوم سیما رفت.[۲]
- برخی خبرگزاری‌ها اعلام کردند که طی دادخواستی، ثبت احوال استان فارس خواستار اعاده حیثیت و دریافت ۲۱ میلیارد ریال به عنوان خسارت معنوی وارد شده به مجموعه ثبت احوال شیراز شده‌است. در این دادخواست مواردی به عنوان دلایل و مستندات توهین بیان شده‌است از جمله: انتصاب شخصیت اصلی داستان به عنوان شخص کلاهبردار شیاد و متقلب در مجموعه ثبت احوال شیراز، ارائه فضای بی‌نظم و خارج از شان اداری در ثبت احوال شیراز و القای سوءاستفاده از موقعیت شغلی توسط کارکنان اداره کل ثبت احوال شیراز.[۳] این در حالی است که سایت رجانیوز به نقل از دادستان استان فارس، این خبر را تکذیب شده اعلام کرد.[۴][نیازمند منبع]
- در قسمتی از این مجموعه که مهران مدیری در نقش قاتل وارد یک باند خلاف‌کار می‌شود، رئیس گروه به نام قزاقه‌مندیان توی پرانتز فرهنگ معرفی می‌شود که در تکرار این قسمت و ادامه مجموعه توی پرانتز فرهنگ از نام این شخص حذف می‌شود.[۵]
- درحالی‌که در ابتدا اعلام شده‌بود این سریال در ۱۵ قسمت پخش می‌شود،[۶] این سریال در ۱۳ قسمت، در روز ۱۳ نوروز خاتمه یافت.
- قسمت‌های عمده نمایش قسمت دوم ورود مهران مدیری به منزل قزاقه‌مندیان در تکرار قسمت قبل گذشت.
- قسمت‌های پخش شده از رضا رشیدپور در تبلیغات این مجموعه، با پخش نهائی متفاوت بود.[۵]
- در تیتراژ انتهایی سریال از محمدرضا حسینیان (یکی دیگر از مجریان تلویزیون، مجری شبکهٔ ۳ - برنامهٔ سینما گلخانه) به عنوان بازیگر که حضوری افتخاری داشته‌است یاد می‌شود که نقش‌آفرینی وی نیز از صداوسیما پخش نشد.[۵] او بعدها در برنامه مثلث شیشه‌ای گفت که دلیل حذف صحنه‌های حضور حسینیان خشونت بیش از اندازه در آن صحنه‌ها بود∗
- لوگوی طراحی شده برای این سریال که در تیتراژ انتهائی به چشم می‌خورد، مشابهی از لوگوی فیلم پدرخوانده بود.
- به نظر می‌رسد داستان این مجموعه با برداشتی از داستان بلند پخمه نوشته عزیز نسین طنزنویس مشهور ترکیه نوشته شده‌است.[۷][۸][۹]
- نشریه معتبر دنیای تصویر نقش مسعود شصت‌چی (با بازی مهران مدیری) را جزو ۱۰۰ نقش ماندگار تاریخ سینما و تلویزیون ایران انتخاب کرد.

## جوایز و نامزدها
| ۱۳۸۸ | یازدهمین جشن حافظ |                                  |             |          |
| ۱۳۸۸ | یازدهمین جشن حافظ | بهترین بازیگر مرد کمدی تلویزیونی | مهران مدیری | نامزدشده |

## پی‌نوشت
^  او اعلام کرد این صحنه تقلیدی هجوآمیز از صحنه بریدن کله اسب در فیلم پدرخوانده ۱ است.